# Argenteuil (Monet)
Argenteuil és un oli sobre tela de 56 × 67 cm pintat per Claude Monet l'any 1875 i dipositat al Museu de l'Orangerie de París.

## Context històric i artístic
Al desembre del 1871, Monet es va mudar a Argenteuil amb la seua família. Aquesta ciutat al nord-oest de París havia esdevingut un dels llocs favorits per als afeccionats a la navegació i Monet pintà cap al 1875 si més no cinc vistes de la dàrsena d'Argenteuil. Dos quadres de la sèrie, entre ells aquest, presenten un enquadrament gairebé idèntic i porten, al catàleg raonat de Wildenstein, el mateix títol, Les barques vermelles, Argenteuil.
Aquest quadre ingressa a la col·lecció Walter-Guillaume cap al 1955 i constitueix una de les adquisicions més tardanes de Domenica Walter. Havia estat propietat del pintor Romaine Brooks, figura prou coneguda al París literari i artístic del període d'entreguerres.

## Descripció
En la present versió, la intensitat del color vermelló rovellat de les barques, al centre de la composició, contrasta amb el blau complementari de l'aigua i del cel, i amb el verd de les herbes o les algues que suren damunt de l'aigua del riu Sena, mentre que les nombroses línies verticals dels pals de les barques marquen un ritme sobre la superfície de la tela i estructuren la composició. El conjunt es veu reforçat per les esquitxades blanques de les veles i el blau marí dels bucs de l'esquerra.
L'autèntic tema de la pintura no és altre, però, que l'estremiment difús de la llum dins de l'aire i damunt de l'aigua. Monet capta amb lluminositat i delicadesa l'efecte fugisser del cel a cabassets i el miralleig de la superfície de l'aigua, mitjançant la juxtaposició de petits tocs vibrants de color pur. Aquestes pinzellades trencades són típiques de l'impressionisme en el seu apogeu. La perspectiva tradicional no és estrictament observada, ja que les línies de perspectiva semblen divergir cap a la dreta i l'esquerra dels vaixells.